# Мурско-Средишче
Мурско-Средишче (хорв. Mursko Središće) — город в Меджимурской жупании Хорватии, самый северный город страны. Население — 3 322 человек (2001).

## Общие сведения
Мурско-Средишче расположен на реке Муре в самом северном регионе стране — междуречье рек Дравы и Муры, известном как Меджимурье. По Муре в данном районе проходит граница со Словенией, кроме того, в 3 километрах к востоку находится граница с Венгрией.
В 15 километрах к югу от Мурско-Средишче находится город Чаковец — административный центр Меджимурской жупании.
Через город проходит автомобильное шоссе и железная дорога, ведущие из Венгрии через территорию Словении в Вараждин и Загреб.

## Экономика
Главные отрасли промышленности — производство текстиля, стройматериалов, пищевая и химическая промышленность. Благодаря своему географическому положению город является важным транспортным узлом. В окрестностях — небольшие месторождения нефти и угля.

## История
Впервые город упомянут в 1334 году под именем «Святой Мартин в Средишче». В 1477 году город стал важным торговым центром на перекрёстке сухопутных путей и речного пути по Муре. Население города было смешанным славянско-венгерско-немецким. Город был очень сильно связан с рекой, важную роль в развитии города сыграло мельничное дело — множество мельниц, приводимых в движение течением реки, было выстроено вдоль Муры.
Город часто страдал от наводнений, в 1690 году наводнением была разрушена значительная часть города, в том числе приходская церковь. В 1820 году церковь св. Владислава была восстановлена в стиле позднего барокко.
После Первой мировой войны вместе со всей Хорватией город вошёл в состав Королевства сербов, хорватов и словенцев, а позднее — в состав Югославии. В 1941—1945 годах город был в составе Независимого государства Хорватия. После окончания Второй мировой войны вошёл в состав СФРЮ. С 1991 года — в составе независимой Хорватии.

## Известные уроженцы
- Карло Мразович — югославский военный и политик, генерал-лейтенант; Народный герой Югославии. Председатель Президиума Народной скупщины СР Хорватия.